# David Jaunegg
David Jaunegg (Hall in Tirol, 28 febbraio 2003) è un calciatore austriaco, difensore del WSG Tirol.

## Caratteristiche tecniche
È un terzino destro che può essere utilizzato anche come centrale, soprattutto in una linea a 3.

## Carriera
Ha iniziato la sua carriera calcistica con il WSG Tirol, debuttando con la squadra riserve in Regionalliga (la terza divisione austriaca) nella stagione 2020-2021. Nell'estate del 2021 è stato ceduto in prestito al Juniors OÖ, con cui ha debuttato in seconda divisione il 24 settembre nell'incontro perso 5-0 contro l'Austria Lustenau.
Rientrato a Wattens è stato inizialmente assegnato alla seconda squadra, ma il 31 agosto 2022 ha debuttato con la prima squadra dei biancoverdi nella partita di Coppa d'Austria vinta 5-0 contro il Flyeralarm Traiskirchen. Il 20 maggio 2023 ha fatto il suo esordio in Bundesliga nell'incontro vinto 4-2 contro l'Austria Lustenau. A partire dalla stagione 2024-2025 è stato definitivamente promosso in prima squadra.

## Statistiche

### Presenze e reti nei club
Statistiche aggiornate al 16 maggio 2025.
| Stagione        | Squadra         | Campionato      | Campionato | Campionato | Coppe nazionali | Coppe nazionali | Coppe nazionali | Coppe continentali | Coppe continentali | Coppe continentali | Altre coppe | Altre coppe | Altre coppe | Totale | Totale |
| Stagione        | Squadra         | Comp            | Pres       | Reti       | Comp            | Pres            | Reti            | Comp               | Pres               | Reti               | Comp        | Pres        | Reti        | Pres   | Reti   |
| --------------- | --------------- | --------------- | ---------- | ---------- | --------------- | --------------- | --------------- | ------------------ | ------------------ | ------------------ | ----------- | ----------- | ----------- | ------ | ------ |
| 2020-2021       | WSG Tirol II    | RL              | 15         | 6          | -               | -               | -               | -                  | -                  | -                  | -           | -           | -           | 15     | 6      |
| 2021-2022       | Juniors OÖ      | 2L              | 1          | 0          | -               | -               | -               | -                  | -                  | -                  | -           | -           | -           | 1      | 0      |
| 2022-2023       | WSG Tirol II    | RL              | 20         | 2          | -               | -               | -               | -                  | -                  | -                  | -           | -           | -           | 20     | 2      |
| 2022-2023       | WSG Tirol       | BL              | 3          | 0          | CA              | 1               | 0               | -                  | -                  | -                  | -           | -           | -           | 4      | 0      |
| 2023-2024       | WSG Tirol       | BL              | 1          | 0          | CA              | 1               | 0               | -                  | -                  | -                  | -           | -           | -           | 2      | 0      |
| 2024-2025       | WSG Tirol       | BL              | 21         | 1          | CA              | 1               | 0               | -                  | -                  | -                  | -           | -           | -           | 22     | 1      |
| Totale carriera | Totale carriera | Totale carriera | 61         | 9          |                 | 3               | 0               |                    | -                  | -                  |             | -           | -           | 64     | 9      |